# Duane Ross
Duane Ross (né le 5 décembre 1972 à Shelby) est un athlète américain spécialiste du 110 m haies. Il est le père du champion olympique Randolph Ross.

## Biographie

### Carrière d'athlète
En 1999, Duane Ross remporte la médaille de bronze des Championnats du monde de Séville en 13 s 12, signant la meilleure performance de sa carrière sur 110 m haies. Il est devancé par le Britannique Colin Jackson et le Cubain Anier García. La même année, il termine au pied du podium des mondiaux en salle de Maebashi et prend la 4e place de la Finale du Grand Prix de Munich. Après de nouvelles places d'honneur obtenues lors des Finales mondiales d'athlétisme 2003 et 2004, Duane Ross met un terme à sa carrière à l'issue de la saison 2005.

#### Records personnels
- 60 m haies : 7 s 42 (16/02/1999, Madrid)
- 110 m haies : 13 s 12 (25/08/1999, Séville)

#### Palmarès
- Championnats du monde en salle 1997 à Paris :
  - 4e place de la finale
- Championnats du monde 1999 à Séville :
  -  Médaille de bronze du 110 m haies
- Championnats du monde en salle 1999 à Maebashi :
  - 4e place de la finale

### Carrière d'entraîneur
Ross commence sa carrière d'entraîneur à haut niveau en 2012 en Division I de NCAA aux Aggies de North Carolina A&T. En 2021, il entraine notamment Randolph Ross, son propre fils et Trevor Stewart qui ramèneront l'or sur le relais 4x400 mètres pour leur participation aux séries des Jeux olympiques de Tokyo. Il change d'université en 2023 pour celle du Tennessee. Il prend en charge les athlètes olympiques de Paris 2024 Clément Ducos, Davonte Howell, Joella Lloyd, Charisma Taylor et Javonya Valcourt.